# آن بوريل
آن دبليو. بوريل (بالإنجليزية: Anne Burrell) (21 سبتمبر 1969 17 يونيو 2025) كانت طاهية أمريكية، وشخصية تلفزيونية، ومعلمة في معهد تعليم فنون الطهي. قدّمت برنامج "أسرار الطاهي المحترف" على قناة "فود نيتوورك"، وشاركت في تقديم برنامج "أسوأ الطهاة في أمريكا"، كما كانت إحدى الطهاة المساعدين لماريو باتالي في برنامج "الشيف الحديدي أمريكا"، وظهرت في برامج أخرى على القناة ذاتها، من بينها "أفضل شيء أكلته في حياتي".

## النشأة المبكرة
وُلدت آن بوريل في بلدة كازينوفيا بولاية نيويورك في 21 سبتمبر 1969. بدأت اهتمامها بالطبخ منذ سن الثالثة، بعدما شاهدت الطاهية الأمريكية الشهيرة جوليا تشايلد، ولاحظت تأثير الأطباق التي كانت والدتها تُعدّها في المنزل. كانت والدتها، مارلين، تملك متجرًا للزهور، في حين لم يكن والدها في البداية مؤيدًا لاختيارها المهني في مجال الطهي، لكنه قدّم دعمه لاحقًا.
بدأت بوريل مسيرتها المهنية من خلال عملها الأول في أحد المطاعم وسط مدينة سيراكيوز بولاية نيويورك، ثم التحقت بكلية كانيسيوس في مدينة بوفالو، وتخرّجت عام 1991 بدرجة البكالوريوس في الأدب الإنجليزي وعلوم الاتصال. انضمّت في العام التالي إلى معهد الطهي الأمريكي، إذ نالت في عام 1996 شهادة الزمالة في الدراسات المهنية، كما واصلت دراستها في المعهد الإيطالي لفنون الطهي للأجانب (ICIF) في مدينة أستي بمنطقة بيمنتة الإيطالية.

## مسيرتها المهنية

### المطاعم
بعد تجربتها في المعهد الإيطالي لفنون الطهي، بقيت آن بوريل في إيطاليا لمدة تسعة أشهر، عملت خلالها في عدد من المطاعم، من بينها La Bottega del '30، وهو مطعم صغير في منطقة توسكانا لا يستقبل سوى مجموعة واحدة من الضيوف في كل مساء. عادت بوريل لاحقًا إلى الولايات المتحدة، وعملت طاهية مساعدة في مطعم Felidia المملوك للطاهية الشهيرة ليديا باستيانيتش. ثم تولّت إدارة مطبخ مطعم Savoy، وهو مطعم صغير يقدّم وجبات ثابتة السعر. بعد تلك التجربة، بدأت التدريس في معهد تعليم فنون الطهي. اختارها كل من جو باستيانيتش (نجل ليديا ومالك مطاعم) والطاهي ماريو باتالي لتكون الطاهية الرئيسية في متجرهم المتخصّص في النبيذ الإيطالي بمدينة نيويورك Italian Wine Merchants.
لاحقًا، تولّت منصب الطاهية التنفيذية في مطعم Centro Vinoteca الإيطالي الواقع في حي ويست فيليدج بنيويورك، والذي افتُتح عام 2007. غادرت المطعم في سبتمبر 2008 بسبب جدولها المزدحم وكثرة التزاماتها، ما أدى أيضًا إلى إلغاء خططها للعمل في مطعم Gusto Ristorante، حيث كان كلا المطعمين تحت مظلة مجموعة Mangia Hospitality Group. كانت بوريل تخطّط لافتتاح مطعمها الأول في مدينة نيويورك عام 2010، وفي ربيع عام 2017 افتتحت مطعمها Phil & Anne's Good Time Lounge في بروكلين، إلا أن المطعم أُغلق بحلول أبريل 2018.

### التلفزيون
طلب الطاهي ماريو باتالي من آن بوريل في 2005، أن تكون إحدى مساعديه في برنامج "الشيف الحديدي أمريكا" على قناة "فود نيتوورك"، إلى جانب الطاهي ورجل الأعمال مارك لادنر، وذلك في الحلقة التجريبية للبرنامج. وواصلت بوريل العمل معه كمساعدة طاهٍ خلال فترة مشاركته في السلسلة. أطلقت قناة "فود نيتوورك" في 29 يونيو 2008، برنامج آن بوريل الخاص "أسرار الطاهي المحترف"، وظهرت في عام 2009 في برنامج آخر على نفس القناة بعنوان "أفضل شيء أكلته في حياتي"، إذ كان الطهاة يشاركون أطباقهم المفضلة.
شاركت في 2010 مع الطاهي بو ماكميلان في تقديم برنامج الواقع "أسوأ الطهاة في أمريكا"، إذ أشرفا على تدريب المشتركين ضمن "معسكر طهي مكثّف" لتحسين مهاراتهم. عُرض الموسم الأول في 3 يناير 2010، وفازت بوريل عندما تفوّقت متدرّبتها، رايتشل كولمان، على متدرّبة ماكميلان، جيني كروس. كما شاركت بوريل في عام 2011 أيضًا، ببرنامج "الشيف الحديدي القادم"، وخرجت في الأسبوع السادس من المنافسة، محتلة المركز الخامس.
انطلق الموسم الثالث من "أسوأ الطهاة في أمريكا" في 12 فبراير 2012، وكان الطاهي بوبي فلاي هو الشريك الجديد لبوريل في تقديمه. وكما في المواسم السابقة، فازت بوريل عندما تغلّبت متدرّبتها كيلي باورز على متدرّب فلاي، فيني كاليغوري. أما الموسم الرابع، فبدأ في 17 فبراير 2013، وانتهى أخيرًا بفوز فريق فلاي، عندما تفوّقت متدرّبته، ألينا بولشاكوفا، على متدرّبة بوريل، رشيدة براون. شاركت بوريل أيضًا في الموسم الأول من بطولة تشوبد أول ستارز، وحققت المركز الثالث خلف نيت آبلمان (الفائز) وآرون سانشيز، وفازت في 2015، بالدورة الرابعة من نفس البطولة، حيث حصلت على جائزة قدرها 75,000 دولار، تبرعت بها لصالح مؤسسة أبحاث السكري لدى الأطفال.